# Vraie Église orthodoxe d'Amérique
La Vraie Église orthodoxe d'Amérique est une Église orthodoxe vieille-calendariste et située aux États-Unis. Le primat de l'Église porte le titre d'Archevêque de Denver et du Colorado (titulaire actuel : Mgr Gregory).